# قانون العقود في السعودية
قانون العقود في المملكة العربية السعودية يخضع لمدرسة الشريعة الحنبلية المحافظة، والتي تتبنى التفسير الأصولي والحرفي للقرآن. يعتبر أي عقد غير محظور بموجب القانون الشرعي ملزماً قانونياً، دون تمييز ضد الأجانب أو غير المسلمين.
يعد المذهب الحنبلي أكثر المذاهب ليبرالية بين المذاهب السنية الأربع فيما يتعلق بحرية الأشخاص في التعاقد. ومع ذلك، فإن درجة حرية التعاقد تحكمها المحظورات في القرآن، واثنين من المصطلحات المميزة في الشريعة الإسلامية: الرِّبا والغَرَر.
على عكس الاختصاصات الشرعية الأخرى، لا يزال القانون الشرعي غير مدون في المملكة العربية السعودية بسبب النظرة الحرفية القوية للمذهب الحنبلي. لا يوجد أيضًا أي تقرير مؤكد عن الحالات في المحاكم. وقد أدى هذا إلى الكثير من عدم اليقين والتباين في قرارات المحكمة. على الرغم من كونها أسهل 11 اقتصادًا في العالم من حيث ممارسة الأعمال، تحتل المملكة العربية السعودية المرتبة 140 من بين 183 اقتصادًا من حيث إنفاذ العقود. (انظر أدناه: الملحق)
في عام 2007، بدأ الملك عبد الله بن عبد العزيز إصلاحات قانونية لتحديث المحاكم وتدوين الشريعة في المملكة العربية السعودية. وافق العلماء (الهيئة الدينية) على تدوين الشريعة الإسلامية في عام 2010، وتم نشر كتاب مرجعي للمبادئ والسوابق القانونية في 3 يناير 2018. (انظر أدناه: الإصلاح القانوني)

## الملحق
مقارنة سهولة إنفاذ العقود بين الاقتصادات الخمسة عشر «الأسهل في ممارسة الأعمال» في العالم (بيانات البنك الدولي لعام 2010)
| الاقتصاد         | ترتيب سهولة ممارسة الأعمال | ترتيب إنفاذ العقود | الإجراءات (عدد) | الوقت (أيام) | التكاليف (% من مبلغ المطالبة) |
| ---------------- | -------------------------- | ------------------ | --------------- | ------------ | ----------------------------- |
| سنغافورة         | 1                          | 13                 | 21              | 150          | 25.8                          |
| هونغ كونغ        | 2                          | 2                  | 24              | 280          | 19.5                          |
| نيوزيلندا        | 3                          | 9                  | 30              | 216          | 22.4                          |
| المملكة المتحدة  | 4                          | 23                 | 28              | 339          | 23.4                          |
| الولايات المتحدة | 5                          | 8                  | 32              | 300          | 14.4                          |
| الدنمارك         | 6                          | 30                 | 35              | 410          | 23.3                          |
| كندا             | 7                          | 58                 | 36              | 570          | 23.3                          |
| النرويج          | 8                          | 4                  | 33              | 280          | 9.9                           |
| إيرلندا          | 9                          | 37                 | 20              | 515          | 26.9                          |
| أستراليا         | 10                         | 16                 | 28              | 395          | 20.7                          |
| السعودية         | 11                         | 140                | 43              | 635          | 27.5                          |
| جورجيا           | 12                         | 41                 | 36              | 285          | 29.9                          |
| فنلندا           | 13                         | 11                 | 32              | 375          | 13.3                          |
| السويد           | 14                         | 52                 | 30              | 508          | 31.2                          |
| آيسلندا          | 15                         | 3                  | 27              | 417          | 8.2                           |